# Verónica Vázquez
Verónica Vázquez (Treinta y Tres, Uruguay, 1970) es una artista plástica uruguaya que ha incursionado en numerosas disciplinas como pintura, escultura, dibujo, grabado, cerámica y tapiz.
Estudió cerámica en el Centro para el Desarrollo del Arte Estructurado con Nicole Vanderhoegt y Ricardo Pickenhayn e historia del arte con el profesor Miguel Battegazzore, asistió al taller de escultura de Luis Robledo e incursionó en aprendizajes artísticos dispares como técnicas de fundición de metales y tapiz con el tapicista Nazar Kazanchian y desarrolló su carrera en cercana colaboración con el escultor Pablo Atchugarry y su Fundación en Manantiales, Maldonado, Uruguay.
En 2014, Piero Atchugarry Gallery comenzó a representar su trabajo, a esto le siguieron exposiciones individuales y colectivas en Uruguay, España, Estados Unidos, Inglaterra, Emiratos Árabes, China, Brasil e Italia.
La obra de Vázqueza través del tiempo refleja diversos intereses artísticos que convergen en su trabajo actual de manera integrada. Elige materiales encontrados y recuperados como cartón, metales, alambre, hilos, papel, hierro para crear formas geométricas a veces entretejidas. Trata a sus esculturas de manera igualitaria, dándole relevancia al espacio negativo que puede ser apreciado en con sus esculturas.

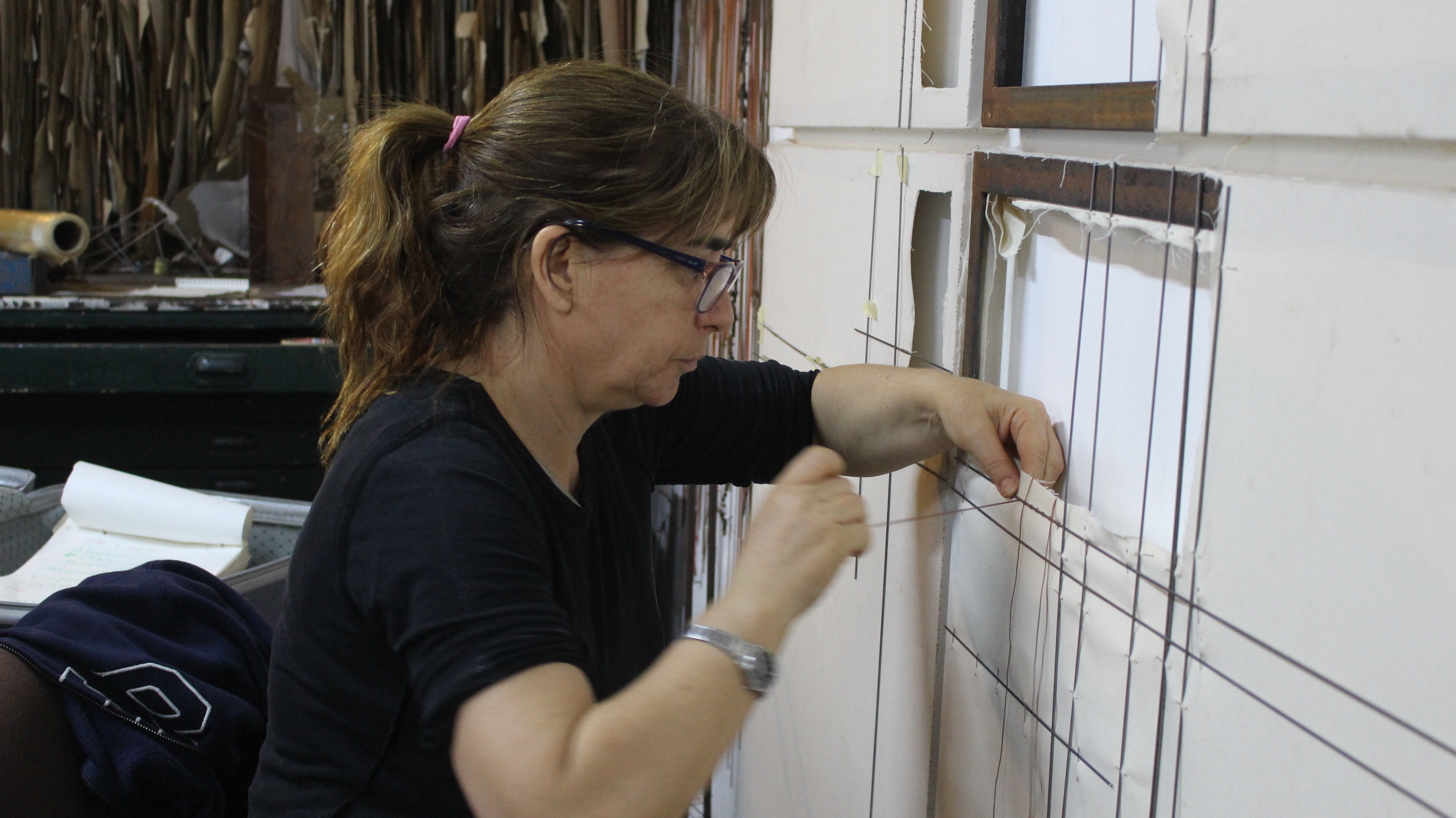

Sus obras se encuentran en colecciones privadas en Argentina, Brasil, Canadá, Italia y Estados Unidos, así como en colecciones públicas como Buckhorn Sculpture Park (EEUU) y la Fundación Pablo Atchugarry (Uruguay).

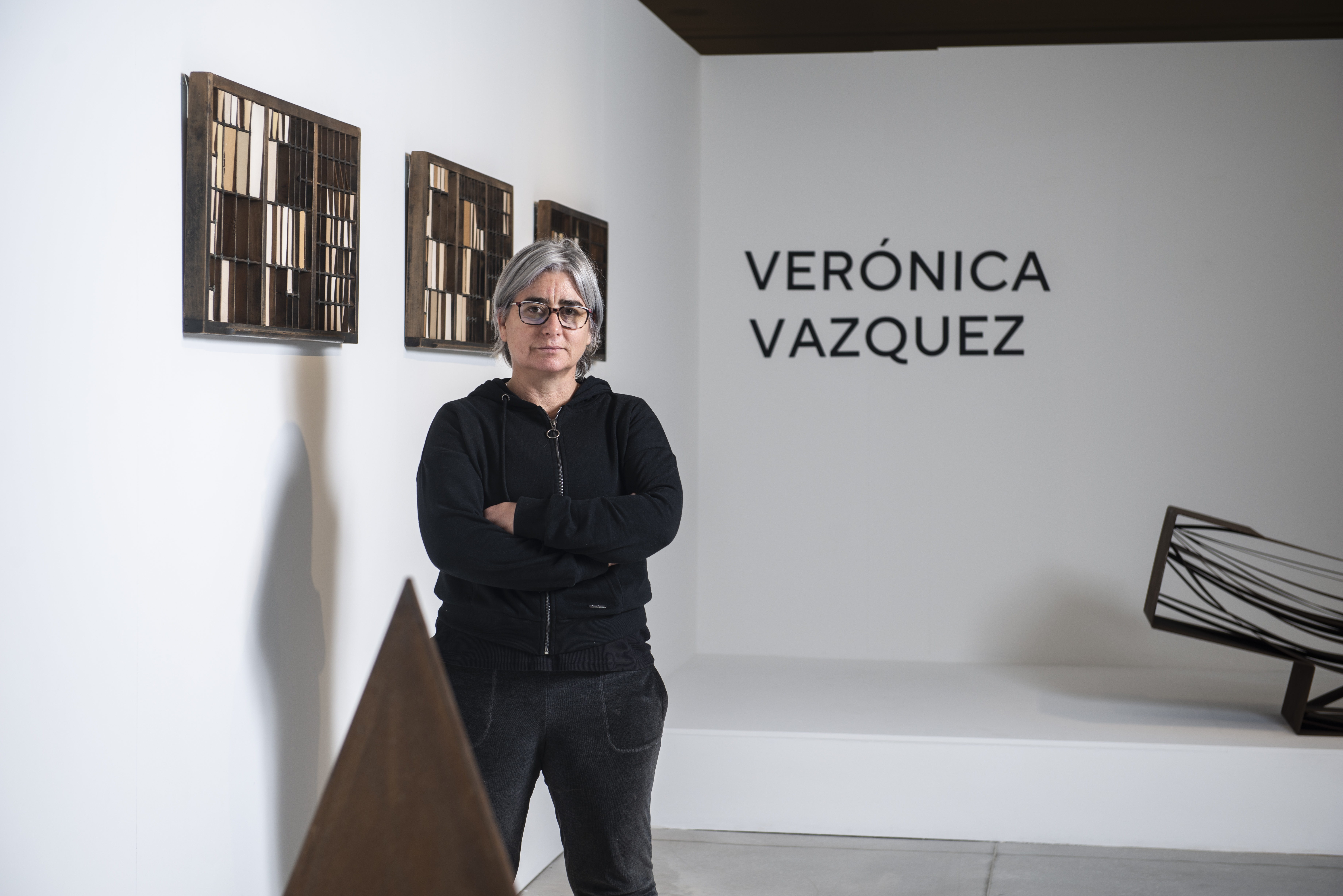
Verónica Vázquez.

## Exposiciones individuales
- 2009, 2014, 2015, Fundación Pablo Atchugarry, Manantiales, Uruguay.
- 2014 Equilibrios sutiles. Manantiales, Uruguay.
- 2016 La naturaleza de las cosas, Museo Nacional de Artes Visuales, con curaduría de María Eugenia Grau, Montevideo, Uruguay.
- 2016 Museo Della Commenda. Luciano Caprile curaduría, Génova, Italia.
- 2017 Galería Piero Atchugarry, Garzón, Uruguay.
- 2017 Galería Efraín López. Chicago, USA.
- 2017 Marignana Arte, Venecia, Italia.
- 2018 Piero Atchugarry Gallery, Miami, Estados Unidos.
- 2018 Téchne h.h., curada por Alejandro Marín. Barcelona, España.
- 2019 Piero Atchugarry Gallery, Rhythm by Form and its Absence, Tierra Garzón, Uruguay.
- 2019 Rosenfeld Porcini Gallery], Londres, Inglaterra.

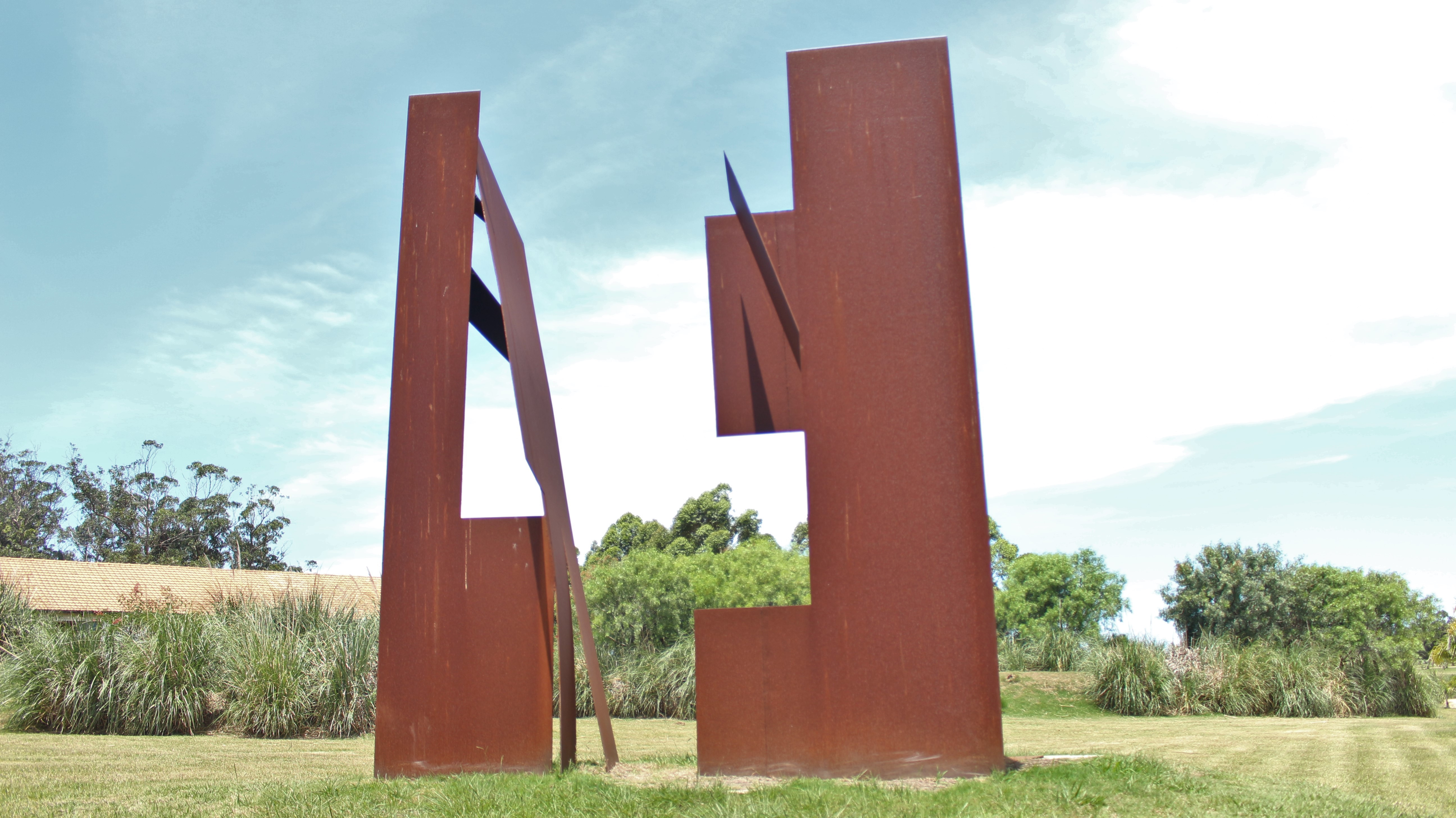

- 2022 Construcción de un lenguaje, Museo de Arte Contemporáneo Atchugarry, MACA.

## Exposiciones colectivas
- 2003 Junta Departamental. Maldonado, Uruguay.
- 2004 Galería de los Caracoles, José Ignacio, Uruguay.
- 2004 Mujeres en el arte. Punta del Este, Uruguay.
- 2005 Galería de los Caracoles. José Ignacio, Uruguay.
- 2005 XXII Salón Leonístico de artes plásticas. Biblioteca Nacional Sala Vaz Ferreira. Montevideo, Uruguay.
- 2006 Casa de la Cultura. Maldonado, Uruguay.

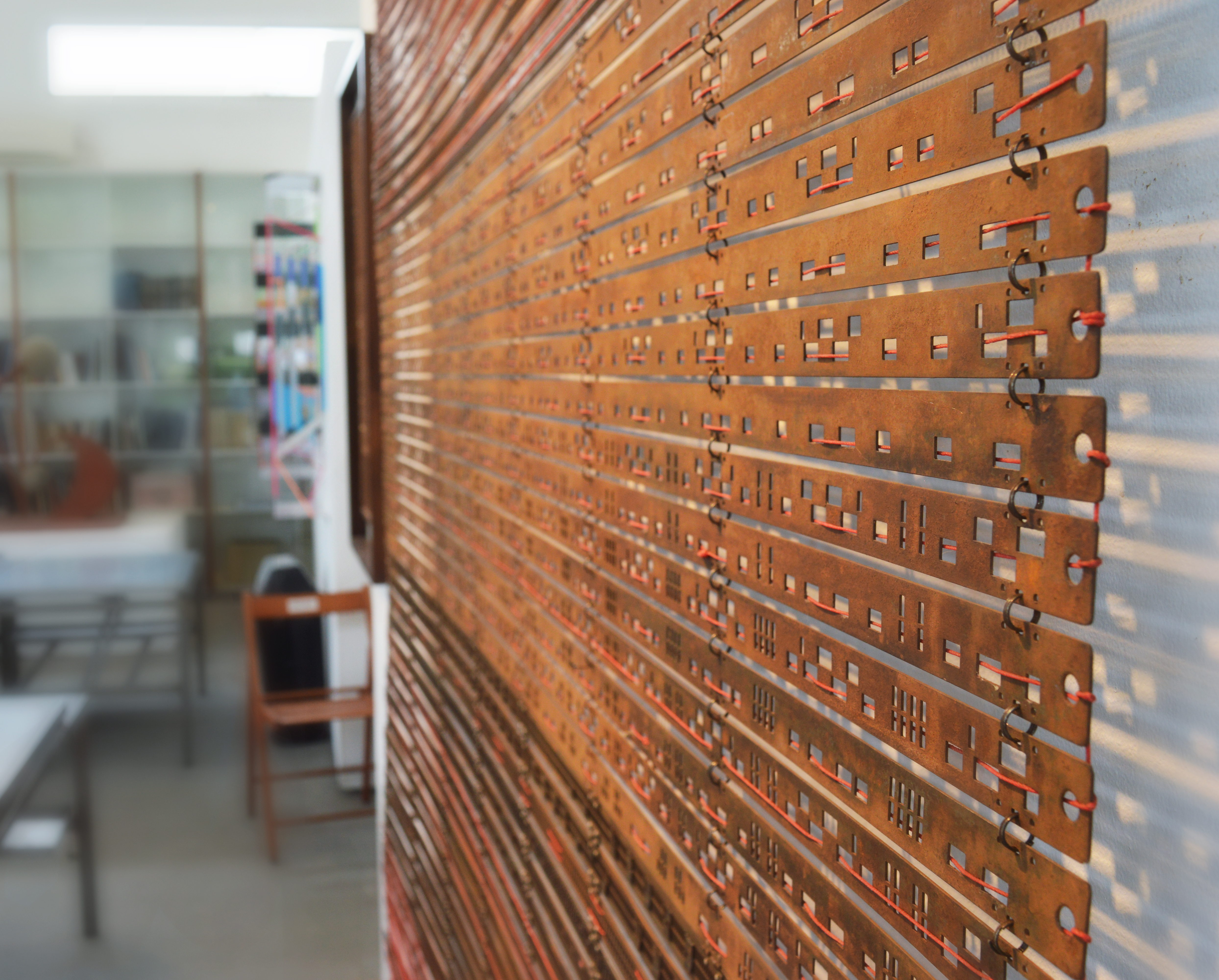

- 2009, 2012 Fundación Pablo Atchugarry. Manantiales, Uruguay.
- 2012 Mexico Embassy. Montevideo, Uruguay.
- 2015 Colectiva Obras en Esplendor. Montevideo, Uruguay.
- 2015 Fondazione Abbazia di Rosazzo Udine. Italia.
- 2015 Fundación Pablo Atchugarry. Manantiales, Uruguay.
- 2016 Museo Internazionale Italia Arte MIIT, curated by Guido Folco Torino, Italia.
- 2016 Paradiso Inclinato, curated by Luca Tomio and presented by Achille Bonito Oliva, exhibition catalog, Ex Dogana, RRome, Italia.
- 2017 The Hidden Dimensions II, Marignana Arte, Venecia, Italia.
- 2018 Verticales. Rosenfeld Porcini Gallery, Londres, Inglaterra.
- 2018 Generations. Marignana Arte. Venecia, Italia.
- 2019 Paradiso Inclinato. Roma, Italia.
- 2019 Exposición Colectiva Museo Gurvich, Montevideo, Uruguay.
- 2019 Warehouse 421/ Abu Dhabi, Emiratos Árabes.
- 2019 Le Opere e i Fiorni bipersonale VV y Marco Maria Zanin en la Torre Delle Grazie di Bassano del Grappa.
- 2019 Materia. Rosenfeld Porcini gallery. Londres, Inglaterra.
- 2019 Marignana Arte. I dreamed a dream, Parte 1. Curada por Domenico De Chirico. Venecia, Italia.
- 2019 Reagents, curated by Daniele Capra, Ospedaletto Contemporáneo. Venecia, Italia.
- 2019 I dreamed a dream, Parte 2. Colectiva Marignana Arte. Venecia, Italia.
- 2020 Takeover Program, Miami’s Design District, Miami, Estados Unidos.

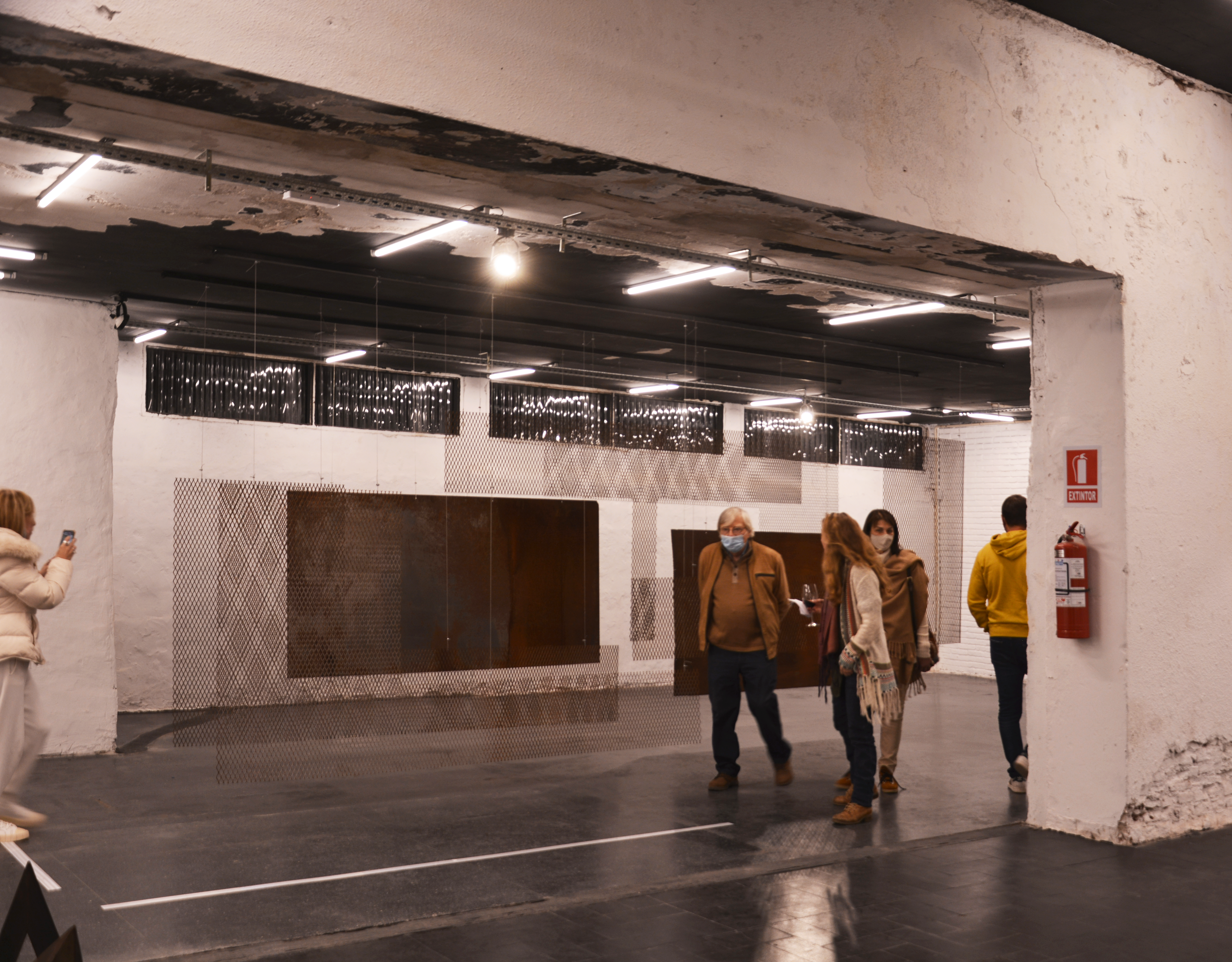

- 2021 Pensamiento Material / Exposición de intercambio de arte contemporáneo uruguayo y chino. Universidad de Tsinghua, Beijing, China.
- 2021 La piel de los volúmenes., CCD, Punta del Este, Uruguay.
- 2021 La memoria es un ser caprichoso y bizarro, comparable a una joven mujer. Curada por Ilaria Bignotti y Jonathan Molinari, Galleria Marignana Arte, Venecia.2021, 3 galerías, 1 proyecto. Colectiva. Venecia, Italia.
- Piero Atchugarry Gallery | Iron Age (group). Pueblo Garzón, Uruguay.
- Rhythm by form and its absence, Piero Atchugarry Gallery, Garzón, Uruguay.
- Ideal types. Curadores: Alfreso Cranerotti y Elsa Barbieri. Colectiva, Marignana Arte. Venecia, Italia.
- Together we stand. Colectiva, Marignana Arte. Venecia, Italia.
- Marignana Arte Contemporary Material Exchange.

## Ferias
- 2015 Pinta Miami. Miami, Estados Unidos.
- 2015 Art International Istanbul. Estambul, Turquía.
- 2015 Art New York. New York, Estados Unidos.
- 2015 SP-arte. São Paulo, Brasil.
- 2015 Art Rio. Río de Janeiro, Brasil.
- 2016 Artissima fair. Turin, Italia.
- 2016 Artefiera. Bolonia, Italia.
- 2016 Art Stage Singapore. Singapur.
- 2016 Este Arte, Punta del Este, Uruguay.
- 2016 SP-arte. São Paulo, Brasil.
- 2017 SP-arte. São Paulo, Brasil.
- 2017 Untitled. Miami, Estados Unidos.
- 2018 Untitled. San Francisco, Estados Unidos (solo).
- 2018 Art Berlín fair, Berlín, Alemania.
- 2018 SP-arte. São Paulo, Brasil.
- 2018 Art cologne, Colonia, Alemania.
- 2018 Art Brussels, Bruselas, Bélgica.
- 2018 Art Dubái, Dubái, Emiratos Árabes.
- 2018 Zonamaco, México DC, México (solo).
- 2019 ART DUBAI. Dubái, Emiratos Árabes (solo).
- 2019 Zonamaco, México DC, México.
- 2020 Este Arte, Punta del Este, Uruguay.
- 2021 Artissima Torino, Italia.
- 2021 ARCO Madrid, España.
- 2022 Este Arte, Punta del este, Uruguay.
- 2022 Sp-Arte, São Paulo, Brasil.

## Otros
- 2013 Diseño del Premio Fundación Gonzalo Rodríguez. Montevideo, Uruguay.
- 2015 Galería Piero Atchugarry publica Catálogo con textos curatoriales de Daniela Tomeo, Ricardo Pickenhayn.
- 2016 La verdad de lo esfímero. Edición de catálogo. Italia. Texto Luciano Caprile. Galería Piero Atchugarry
- 2016 La naturaleza de las cosas. Texto curatorial de María Eugenia Grau. Edición del catálogo de La naturaleza de las cosas.
- 2017 The struggle for Row, texto curatorial de Ilaria Bignotti. Galería Piero Atchugarry
- 2019 Residencia en Warehouse 421/ Abu Dhabi, Emiratos Árabes.
- 2019 Poema Paolo Gambi. Italia.
- 2021 Encuentro Humanismo y Utopía. Distancia y memoria con el profesor Jonathan Molinari, Porto Alegre. Brasil.